# Ommata collarti
Ommata collarti là một loài bọ cánh cứng trong họ Cerambycidae.